# کیکاوس (کوهرنگ)
کیکاوس روستایی است در شهرستان کوهرنگ، بخش بازفت، استان چهارمحال و بختیاری.